# Gabriele Maruotti
Gabriele Maruotti (né le 25 mars 1988 à Fiumicino) est un joueur italien de volley-ball. Il mesure 1,96 m et joue réceptionneur-attaquant. Il totalise 62 sélections en équipe d'Italie.

## Clubs
| Club               | De        | À         |
| ------------------ | --------- | --------- |
| Sisley Volley      | sep 2006  | jan 2007  |
| Blu Volley Vérone  | jan 2007  | avr 2007  |
| Sisley Volley      | 2007-2008 | 2007-2008 |
| Pallavolo Padoue   | 2008-2009 | 2008-2009 |
| Sisley Volley      | 2009-2010 | 2010-2011 |
| M. Roma Volley     | 2011-2012 | 2011-2012 |
| Pallavolo Piacenza | 2012-2013 | 2012-2013 |
| Piemonte Volley    | 2013-2014 | ...       |

## Palmarès

### Club et équipe nationale
- Championnat d'Europe
  - Finaliste : 2011
- Challenge Cup (1)
  - Vainqueur : 2013
- Coupe de la CEV (1)
  - Vainqueur : 2011
- Championnat d'Italie
  - Finaliste : 2013
- Supercoupe d'Italie (1)
  - Vainqueur : 2008

### Distinctions individuelles
- Meilleur serveur du Championnat d'Europe des moins de 21 ans 2006